# Émile Thèves
Émile Adolphe Louis Joseph Thèves (* 10. März 1869 in Brüssel; † nach 1900) war ein belgischer Sportschütze.
Er nahm bei den Olympischen Sommerspielen 1900 sowohl im Einzel- als auch im Mannschaftswettbewerb im Armeerevolver über 50 m teil. Im Einzel belegte er mit 404 Punkten den 14. Platz. Im Mannschaftsbewerb, der sich aus den addierten Ergebnissen der fünf Einzelteilnehmer ergab, belegte er mit seinen Teamkollegen Pierre Eichhorn, Victor Robert, Charles Lebègue und Alban Rooman mit insgesamt 1823 Punkten den 4. und damit letzten Platz.